# Pandemia de COVID-19 na Tanzânia
Este artigo documenta os impactos da pandemia de coronavírus de 2020 na Tanzânia e pode não incluir todas as principais respostas e medidas contemporâneas.

## Linha do tempo
Em 16 de março, o primeiro caso de COVID-19 na Tanzânia foi confirmado. Em 18 de março, mais 2 outros casos foram divulgados. Em 19 de março, mais 2 novos casos foram divulgados, elevando o total para 6. Cinco dos casos eram de Dar es Salaam, e outro em Zanzibar.